# Dimetilmercur
Dimetilmercurul este un organomercuric cu formula CH3-Hg-H3C. Compusul este unul dintre cele mai puternice neurotoxine. Este un lichid incolor, cu un posibil miros dulceag (nu se poate formula o descriere exactă, deoarece inhalarea vaporilor săi ar fi periculos).

## Obținere
Dimetilmercurul a fost unul dintre primii compuși organometalici observați. Se poate obține prin tratarea amalgamului de sodiu cu halogenuri de metil:
Hg + 2 Na + 2 CH3I → Hg(CH3)2 + 2 NaI
Poate fi obținut și prin reacția de alchilare a clorurii de mercur cu metil-litiu:
HgCl2 + 2 LiCH3 → Hg(CH3)2 + 2 LiCl
Molecula adoptă o structură liniară, având legăturile Hg-C cu o lungime de 2,083 Å.

## Proprietăți chimice
Una dintre proprietățile sale interesante este stabilitatea față de apă, spre deosebire de compușii organometalici de zinc și de cadmiu care hidrolizează foarte ușor. Diferența provine de la afinitatea scăzută a mercurului divalent față de liganzii de oxigen. Dimetilmercurul reacționează cu clorura mercurică, obținându-se un compus mixt:
(CH3)2Hg  +  HgCl2  →   2 CH3HgCl
În timp ce dimetilmercurul este un lichid volatil, CH3HgCl este un solid cristalin.